# Extreme (álbum de Molly Nilsson)
Extreme es el noveno álbum de estudio de la artista sueca de synth-pop Molly Nilsson, editado el 15 de enero de 2022. Fue considerado uno de los diez mejores álbumes de 2022 según el medio británico The Guardian, apareció en el puesto n.° 10 del listado de los "50 mejores álbumes del año" hecho por The Fader y el sencillo "Pompei" fue nombrado como "Mejor Música Nueva", por NPR.

## Historia
Respecto al título del álbum, Molly Nilsson dio la siguiente explicación:

Estaba pensando en el título Extreme justo después de hacer Twenty Twenty. En ese momento, pensé que era un título divertido, un buen título provisional para [recordarme a mí mismo] ser juguetón y no contenerme. Se convirtió en pensar en los 'extremos' en esta sociedad polarizada en blanco y negro, y en las luchas entre los diferentes bandos y todas estas diferentes formas de pensar.
Molly Nilsson.

## Producción
Después del lanzamiento de su anterior álbum 20-20, Molly Nilsson pasó por un período de "depresión creativa". Extreme fue "escrito en gran parte" en 2019 y "grabado principalmente" en 2020.

## Temas
El poder ha sido señalado como el tema central de Extreme. En el material promocional del álbum, el sello Night School Records escribió: "Es un disco sobre el poder. Sobre cómo luchar contra él, cómo tomarlo y cómo compartirlo".

## Lanzamiento
Extreme se editó en 2022 como descarga digital, CD, y varias ediciones en vinilo de color naraja, ciam, negro y verde, de las cuales una incluía el sencillo de dos canciones titulado Extras.

## Crítica
Extreme ha cosechado críticas favorables. El periódico británico The Guardian lo eligió en su lista de los diez mejores álbumes de 2022. El sitio web AllMusic resaltó los diversos géneros que abarca el álbum: "Definitivamente es el disco más diverso que ha hecho hasta ahora, tanto musical como emocionalmente", no obstante aclara que: "Combinar estos nuevos estados de ánimo con los saltos abruptos de género, crea una experiencia casi discordante para aquellos que habían aceptado completamente el enfoque anterior de Nilsson". Concluyendo finalmente con que: "Es raro que un artista se arriesgue así en algún momento de su carrera (...) Extreme es tanto el álbum más interesante de Nilsson como un sorprendente reinicio".
El sitio web Loud And Quiet elogió en general al álbum, sin embargo también recalcó que: "lo que le falta a éste décimo álbum es una cercanía con Nilsson, una intimidad que se puede escuchar en trabajos anteriores". El sitio Treblezine destacó influencias de Siouxie Sioux, Depeche Mode y Robyn en el álbum, elogió su producción: "La instrumentación y los arreglos brillan por doquier", y además dijo: "(...) sus instintos musicales superiores aparecen cuando ella reduce el ritmo para incorporar más de la tradicional melancolía agridulce del género".
Spectrum Culture señalo sobre el vuelco hacia el pop en Extreme: "Los materiales promocionales prometen el 'álbum más grande, audaz y vital hasta la fecha' de Nilsson, y aunque el último de estos factores es una cuestión de opinión, sin duda es su lanzamiento más extrovertido y amigable para la radio hasta el momento", pero también hace hincapié en el estilo de los años 1980 tan presente en el mismo: "Extreme incluye las melodías pop más convencionalmente pegadizas de la carrera de Nilsson hasta la fecha, pero también del hecho de que, esencialmente, el álbum suena como si hubiera sido grabado a principios o mediados de la década de 1980". Raphael Helfand del sitio web The Fader resaltó el contenido político del nuevo álbum diciendo que "una corriente holística de feminismo siempre ha resonado en su música, pero nunca se sintió tan directa como en su nuevo álbum, Extreme, lanzado por su sello Dark Skies Association el sábado pasado".

## Reconocimientos
- Extreme 2022, "The Best Albums of 2022", por The Guardian.[3]
- Extreme 2022, puesto n.° 10 de los "50 mejores álbumes del año", por The Fader.[4]
- "Pompei" 2022, "Mejor Música Nueva", por NPR.[4][5]

## Lista de canciones
Todas las canciones escritas y compuestas por Molly Nilsson. 
| Lado A |                                   |          |  |
| N.º    | Título                            | Duración |  |
| 1.     | «Absolute Power»                  |          |  |
| 2.     | «Earth Girls»                     |          |  |
| 3.     | «Fearless Like A Child»           |          |  |
| 4.     | «Kids Today»                      |          |  |
| 5.     | «Intermezzo x - Wheel Of Fortune» |          |  |

| Lado B |                          |          |  |
| N.º    | Título                   | Duración |  |
| 6.     | «Sweet Smell Of Success» |          |  |
| 7.     | «Obnoxiously Talented»   |          |  |
| 8.     | «Avoid Heaven»           |          |  |
| 9.     | «Take Me To Your Leader» |          |  |
| 10.    | «They Will Pay»          |          |  |
| 11.    | «Pompeii»                |          |  |

- Extras sencillo de 7" a 45 RPM.

| Lado C |                 |          |  |
| N.º    | Título          | Duración |  |
| 12.    | «Hard Feelings» |          |  |

| Lado D |                  |          |  |
| N.º    | Título           | Duración |  |
| 13.    | «Chairo's Bride» |          |  |

## Créditos
- Molly Nilsson: sintetizadores, voz, composición, arreglos y producción.[1]
- Neda Sanai - mezcla.[1]